# Грюнберг, Карл
Карл Грюнберг (нем. Carl Grünberg; 10 февраля 1861, Фокшаны, Румыния — 2 февраля 1940, Франкфурт-на-Майне) — австрийский социал-демократ, историк, юрист, экономист, представитель австромарксизма. Почётный член АН СССР (1931).

## Биография
Родился в Румынии в еврейской семье. Изучал право в Страсбургском университете, затем экономику в Венском университете. 
С 1894 года преподавал в Венском университете, среди его студентов были Отто Бауэр, Рудольф Гильфердинг, Карл Реннер.
Член Социал-демократической партии Австрии с 1919.
В 1911—1930 годах издал 15 томов «Archiv fuer die Geschichte des Sozialismus und der Arbeiterbewegung» («Архив по истории социализма и рабочего движения»). В 1921 году продал более 10 000 томов литературы по политической истории, рабочему движению и политэкономии Давиду Рязанову для Института Маркса-Энгельса.
Был первым директором (1923—1930) созданного в 1923 году Института социальных исследований (de:Institut für Sozialforschung) при факультете экономики и общественных наук Франкфуртского университета, одновременно стал ординарным профессором этого факультета. Деятельность института, когда его возглавлял Грюнберг, имела экономическо-историческую специфику. Он пригласил на работу многих учёных-марксистов Центральной Европы, в том числе своего ученика Генрика Гроссмана. В начале 1928 у Грюнберга случился инсульт, и он отошёл от дел. Ушёл в отставку в 1930 году, передав пост Максу Хоркхаймеру, при котором на базе института сформировалась неомарксистская Франкфуртская школа.
Интересно, что когда Фридрих фон Хайек поступил учиться в Венский университет, одним из его преподавателей экономики был Карл Грюнберг, о чём Хайек упоминает в своих мемуарах.

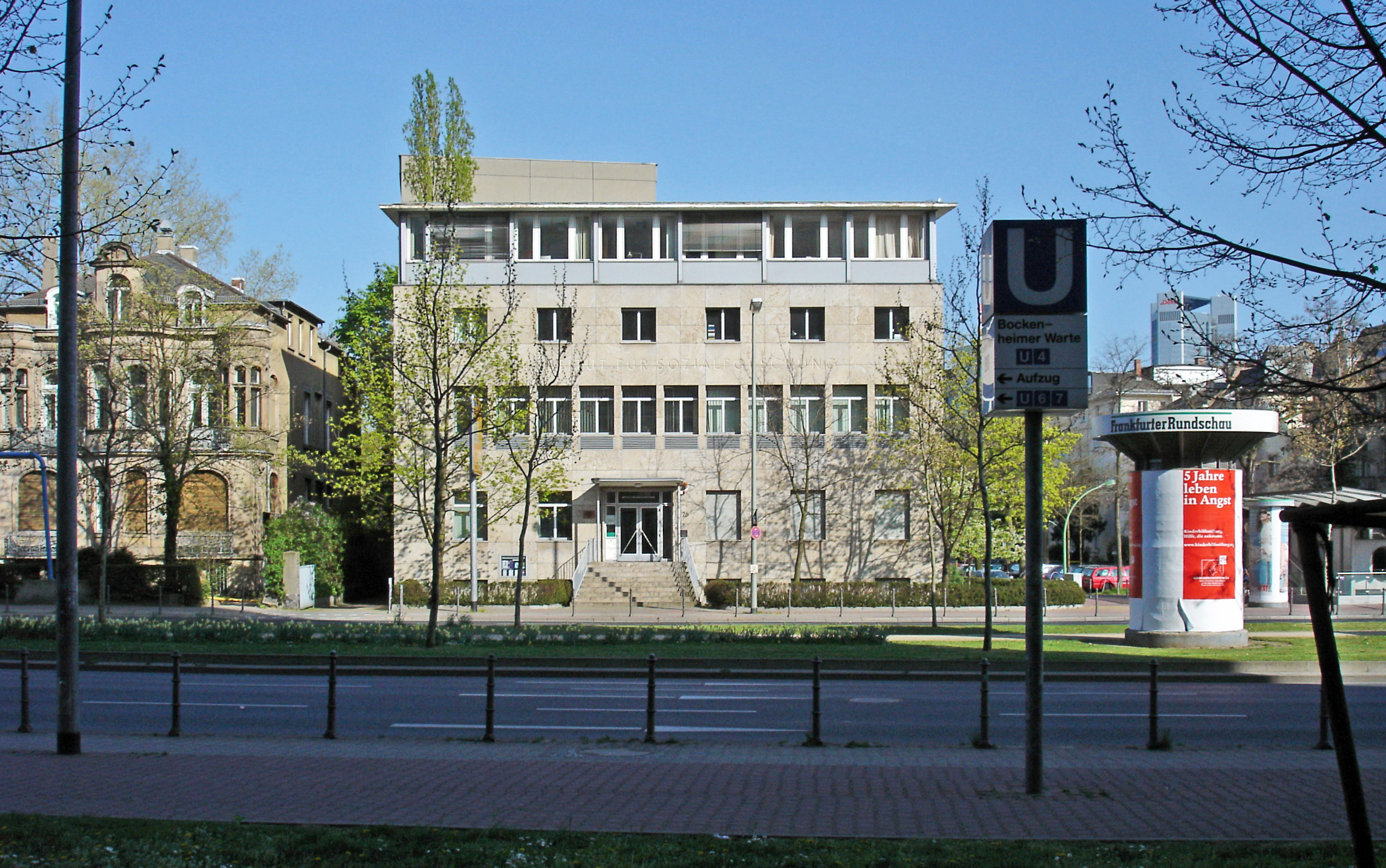
Институт социальных исследований (Франкфурт-на-Майне), первым директором которого был Карл Грюнберг

## Публикации
- Грюнберг К. Интернационал и мировая война : Материалы, собранные Карлом Грюнбергом [и напеч. в "Archiv fur die geschichte des socialismus und der arbeiterbewegung". 1915. Hft. 3 и 1916 Hft. 1 и 2 : Пер. с текста, напеч. на нем., франц., англ. и итал. яз.]. — Петроград : Гос. изд-во, 1919. — [4], 352 с.